# القيادة الموجهة نحو المهام والموجهة نحو العلاقات
يشير مصطلح القيادة الموجهة نحو المهام (أو التي تركز على المهام) إلى نهج سلوكي؛ يركز القائد من خلاله على المهام التي يلزم أداؤها لتنفيذ أهداف معينة، أو لتحقيق مستوى أداء معين.
أما مصطلح القيادة الموجهة نحو العلاقات (أو التي تركز على العلاقات) فيشير إلى نهج سلوكي؛ يركز القائد من خلاله على إرضاء أعضاء الفريق وتحفيزهم وتوفير الرفاهية لهم.
تمثل القيادة الموجهة نحو المهام والأخرى الموجهة نحو العلاقات نموذجين غالبًا ما يُجرى المقارنة بينهما، ويعرف هذان النموذجان بتحقيق نتائج متنوعة في ظل العمل تحت ظروف مختلفة.

## خصائص القيادة الموجهة نحو المهام
يركز القادة الموجهون نحو المهام على الحصول على المهمة أو مجموعة المهام الضرورية في المتناول لتحقيق هدف معين. فعادةً ما يكون هؤلاء القادة أقل اهتمامًا بتلبية احتياجات الموظفين، وفي نفس الوقت يهتمون أكثر بمحاولة العثور على الحلول خطوة بخطوة واللازمة لتلبية أهداف معينة. وبهذا، فهم غالبًا ما يحددون العمل والأدوار المطلوبة بنشاط، ويضعون الهياكل قيد التنفيذ، ويخططون وينظمون ويراقبون التقدم المحرز داخل الفريق.
فمن مزايا القيادة الموجهة نحو المهام أنها تضمن الوفاء بالمواعيد النهائية واستكمال أداء المهام، فضلًا عن فائدتها الخاصة بالنسبة لأعضاء الفريق الذين لا يمكنهم إدارة أوقاتهم جيدًا. بالإضافة إلى ذلك، سيتجه هذا النوع من القادة إلى تجسيد فهم عميق حول آلية تنفيذ المهام من خلال التركيز على الإجراءات اللازم اتباعها في أماكن العمل، وبالتالي يمكنهم تخصيص العمل وفقًا للآليات الموجودة لديهم وذلك لضمان تنفيذ كل الأعمال في وقتها المناسب وبطريقة ناجحة.
ومع ذلك، ونظرًا لأن القادة الذين يركزون على المهام لا يتجهون كثيرًا نحو الاهتمام بضمان رفاهية الفريق، فقد يضم هذا النهج العديد من العيوب المتمثلة في القيادة الاستبدادية، بما في ذلك التسبب في إحداث المشاكل الخاصة بإثارة الدافع عند أعضاء الفريق والحرص على استبقائهم.

## خصائص القيادة الموجهة نحو العلاقات
يركز القادة الموجهون نحو العلاقات على دعم وإثارة الدوافع وتطوير الأفراد المدرجين داخل فرقهم وتعزيز العلاقات الناشئة داخلها. فيتجه هذا النمط من القيادة نحو تشجيع العمل الجماعي الهادف والتعاون، من خلال تعزيز العلاقات الإيجابية والتواصل الجيد. وبهذا، يعطي القادة المهتمون بالعلاقات أولوية لرفاهية كل فرد من أفراد المجموعة، وتخصيص الوقت وبذل الجهد لتلبية الاحتياجات الفردية لكافة الأشخاص المعنيين. وقد يشمل هذا النهج الاتجاه نحو تقديم الحوافز مثل المكافآت، والتدخل كوسيط لمعالجة المشاكل التي تطرأ في أماكن العمل أو داخل الفصول المدرسية، والاهتمام بدعم مزيد من التفاعلات العادية مع أعضاء الفريق للتعرف على مواطن القوة والضعف، وإنشاء بيئة عمل شفافة وغير تنافسية، أو مجرد قيادة الفريق بأسلوب جذاب أو مشجع.
وتتمثل الفوائد الكامنة خلف القيادة الموجهة نحو العلاقات في ضمان وجود أفراد الفريق في بيئة يحرص فيها القائد على توفير الرفاهية لهم. وفي نفس الوقت، يدرك القادة الموجهون نحو العلاقات أن بناء الإنتاجية الإيجابية يستلزم وجود بيئة إيجابية يشعر الأفراد خلالها أنهم منتمون إلى قيادة رشيدة. وحيث إن الصراعات الشخصية وعدم الرضا عن الوظيفة والشعور بالاستياء وحتى الضجر قد تعمل على خفض مستوى الإنتاجية بطريقة كبيرة، لذا فيهتم هذا النوع من القادة بوضع الأشخاص على رأس أولوياتهم لضمان بقاء معدل مثل هذه المشاكل عند أدنى حد لها. بالإضافة إلى ذلك، قد يكون أعضاء الفريق أكثر استعدادًا لخوض المخاطر، لأنهم يدركون جيدًا أن القائد موجود لتوفير الدعم الذي يحتاجونه إذا دعت الحاجة لذلك.
يكمن الجانب السلبي للقيادة الموجهة نحو العلاقات، إذا زاد الأمر عن الحد، في أن الاتجاه نحو تطوير فريق الكيمياء قد ينتقص من المهام والأهداف الفعلية المطروحة 
ويستخدم مصطلح «الموجه نحو الأشخاص» كمرادف لهذا المعنى، في حين أنه في بيئة العمل، قد تتم الإشارة إلى هذا النهج كذلك باسم «الموجه نحو الموظف».

## القيادة الموجهة نحو المهام في مقابل القيادة الموجهة نحو العلاقات
في أربعينيات القرن العشرين، بدأت الأبحاث التي تتناول موضوع القيادة في الانتقال من مجرد دراسة تحديد سمات القيادة الفردية إلى تحليل آثار بعض سلوك القيادة - بشكل أساسي القيادة الموجهة نحو المهام والأخرى الموجهة نحو العلاقات.
يقارن الجدول الوارد أدناه بين كل من أساليب القيادة الموجهة نحو المهام والموجهة نحو العلاقات:
| الموجهة نحو المهام                                                        | الموجهة نحو العلاقات                                                          |
| ------------------------------------------------------------------------- | ----------------------------------------------------------------------------- |
| التركيز على تسهيل سير العمل                                               | التركيز على تسهيل التفاعلات الحادثة بين الأشخاص                               |
| التركيز على الهيكل والأدوار والمهام                                       | التركيز على العلاقات ورفاهية الأفراد وإثارة الدافع لديهم                      |
| تحقيق النتائج المرجوة هي أولى الأولويات                                   | تعزيز العلاقات الإيجابية هي أولى الأولويات                                    |
| التركيز على تحديد الأهداف ووضع خطة واضحة لتحقيق تلك الأهداف               | التركيز على أعضاء الفريق والاتصال الحادث بينهم                                |
| اهتمام دقيق بالجداول الزمنية والخطط التدريجية وتحديد نظام للعقاب/المكافأة | تسهيل التواصل، والاهتمام بالتفاعلات العفوية وعقد اجتماعات للفريق بصورة متكررة |

وقد ظهرت بعض الاستنتاجات المتباينة التي خلصت إليها تلك الدراسات التي استهدفت تحديد آثار القيادة الموجهة نحو المهام والأخرى الموجهة نحو العلاقات ما يلي: كشفت نتائج بعض من هذه الدراسات قدرة القيادة الموجهة نحو المهام على تحقيق إنتاجية أعلى، بينما كشفت بعض النتائج الأخرى قدرة القيادة الموجهة نحو العلاقات على تحقيق كفاءة أكبر داخل المجموعة.
ومع ذلك، تظهر النتيجة العامة قدرة القيادة الموجهة نحو العلاقات على إحداث المزيد من الترابط بين المجموعات، فضلًا عن تحقيق قدرة أكبر على التعلم داخل المجموعة. كذلك، تدعم تلك الدراسات فكرة أن القيادة الموجهة نحو العلاقات تتمتع بتأثير قوي على الفرد، إلى جانب التأثير الإيجابي الذي تحدثه على الكفاءة الذاتية.
في إطار ذلك، تم إجراء تحليل ميتا (بيرك وآخرون. 2006) على مجموعة واسعة ومتكاملة من الدراسات النظرية والتجريبية عام 2006؛ حيث تناولت تلك الدراسات بحث الآثار المتعلقة بسلوك القيادة من خلال أبعاد متعددة، بما في ذلك تقسيم تفاصيل القيادة الموجهة نحو المهام والأخرى الموجهة نحو العلاقات إلى مجموعات فرعية مثل «البدء في الهيكلة»، و«الدراسة»، و«التمكين». واتجهت المجموعة الرئيسية من التحاليل نحو دراسة العلاقة بين سلوكيات القيادة الموجهة نحو المهام والأخرى الموجهة نحو العلاقات بناءً على النتائج التالية: فعالية الفريق المتصورة، إنتاجية الفريق، تعليم/توسيع أفق الفريق. وخلصت النتائج إلى أنه يمكن لكل من القيادة الموجهة نحو المهام والأخرى الموجهة نحو العلاقات تحقيق الفعالية المتصورة في الفريق بمعدل مماثل نسبيًا، ومع ذلك يعد مستوى الإنتاجية الفعلية أعلى في حالة القيادة الموجهة نحو العلاقات عن القيادة الموجهة نحو المهام (حيث بلغت نسبة الزيادة 8% و4% على التوالي).
علاوةً على ذلك، قد تم التوصل إلى نظرية مفادها أن الجماعات التي ترى قادتها أكثر توجهًا نحو المهام يمكنهم إنجاز المهام بمستويات أعلى.

## نموذج فيدلر لحالات الطوارئ
يناقش نموذج فيدلر لحالات الطوارئ ثلاثة مكونات ظرفية يمكن من خلالها تحديد ما إذا كانت القيادة الموجهة نحو المهام أم القيادة الموجهة نحو العلاقات أكثر ملاءمة لتطبيقها في الوضع الكائن:
1. العلاقات بين القائد وأعضاء المجموعة، والتي تشير إلى مستوى من الثقة والاحترام المتبادل بين القائد ومرؤوسيه.
2. هيكلة المهام المطلوب أداؤها، يشير إلى أي مدى تظهر مهام المجموعة واضحة ومنظمة.
3. قوة المركز الوظيفي للقائد، تشير إلى السلطة المتأصلة في منصب القائد نفسه.

وعند توفر علاقة جيدة بين القائد وأفراد المجموعة، على أن تكون المهمة على مستوى عالٍ من التنظيم وفي ظل تمتع قوة المركز الوظيفي للقائد بنفوذ أعلى، فعندها يمكن القول إن الوضع أصبح «وضعًا ملائمًا.» فقد توصل فيدلر إلى أن القادة الذين يحصلون على نسبة منخفضة في مقياس «زميل العمل الأقل تفضيلًا» يصبحون أكثر فعالية في حالات المهام المناسبة للغاية وغير المناسبة، بينما القادة الذين يحصلون على نسبة عالية في مقياس «زميل العمل الأقل تفضيلًا» يمكنهم الأداء بشكل أفضل في الحالات التي تتميز بأفضلية متوسطة.
ويعرض الجدول أدناه تفاصيل النظرية:
| العلاقات بين القائد ومرؤوسيه | هيكلة المهام المطلوب أداؤها | قوة المركز الوظيفي للقائد | القائد الأكثر فعالية |
| ---------------------------- | --------------------------- | ------------------------- | -------------------- |
| جيد                          | منظّم                        | قوي                       | موجه نحو المهام      |
| جيد                          | منظّم                        | ضعيف                      | موجه نحو المهام      |
| جيد                          | غير منظّم                    | قوي                       | موجه نحو المهام      |
| جيد                          | غير منظّم                    | ضعيف                      | موجه نحو العلاقات    |
| جيد                          | منظّم                        | قوي                       | موجه نحو العلاقات    |
| سيئ                          | منظّم                        | ضعيف                      | موجه نحو العلاقات    |
| سيئ                          | غير منظّم                    | قوي                       | موجه نحو العلاقات    |
| سيئ                          | غير منظّم                    | ضعيف                      | موجه نحو المهام      |

### دراسات ذات صلة
في عام 1972، تم إجراء تجربة على 128 طالبًا من طلاب المدرسة العسكرية الأمريكية حيث تم تقسيمهم إلى مجموعات تضم كل منها أربع طلاب، لاختبار مدة الصلاحية التنبئية لنموذج فيلدر لحالات الطوارئ والخاص بدراسة مدى فعالية القيادة. ولقد كانت هذه التجربة، التي اشتملت على معالجة قوية وتحديد للمتغيرات التي تؤثر على الملاءمة الظرفية، بمثابة دعم قوي يرجح نموذج حالات الطوارئ.
وفي إطار ذلك، أجريت كذلك دراسة لتحديد ما إذا كان لاعبو كرة السلة من مختلف الفئات العمرية (من المرحلة الثانوية وحتى الجامعية) يفضلون سلوك التدريب والتوجيه (التوجه نحو المهام) أم سلوك الدعم الاجتماعي (التوجه نحو العلاقات). وكشفت التحليلات والنتائج عن الاتجاه المتزايد نحو تفضيل السلوك القائم على المهام الذي ينخفض بشكل تدريجي في مرحلة المدرسة الثانوية بدءًا من المبتدئين وصولًا إلى المستويات العليا، ويزداد بشكل ملحوظ في المرحلة الجامعية. كما لوحظ وجود اتجاه خطي نحو تفضيل السلوك الموجه نحو العلاقات، والذي يزداد تدريجيًا كلما تقدم العمر.

## نظرية القيادة الظرفية
في خمسينيات القرن العشرين، قام مجموعة من واضعي النظريات في مجال الإدارة من جامعة أوهايو الحكومية وجامعة ميتشجان بنشر مجموعة من الدراسات التي تبحث في ما إذا كان ينبغي على القادة أن يكونوا موجهين نحو المهام أكثر أم نحو العلاقات. وقد توصلت الأبحاث إلى أنه لا يوجد نمط واحد «مفضل» من القيادة، وبالتالي أدت تلك الفكرة إلى إنشاء نظرية القيادة الظرفية، والتي تنص على أنه على القادة أن يتعاملوا بقدر مناسب من كلا النمطين القيادة الموجهة نحو المهام والأخرى الموجهة نحو العلاقات بما يتناسب مع الموقف، ومع الأشخاص المرؤوسين.
تعمل شبكة بلاك موتون الإدارية، تُعرف كذلك باسم نموذج الشبكة الإدارية، بمثابة إطار عمل يعمل على تحديد كيف يمكن للشخص إحداث توازن بين القيادة الموجهة نحو المهام والقيادة الموجهة نحو العلاقات. فتعرض هذه النظرية الدرجة التي يجب أن تكون عليها القيادة المرتكزة على المهام في مقابل القيادة المرتكزة على العلاقات، فضلًا عن أنها تحدد خمس تركيبات باعتبارها أنماط القيادة المتميزة.